# Scheidnössli

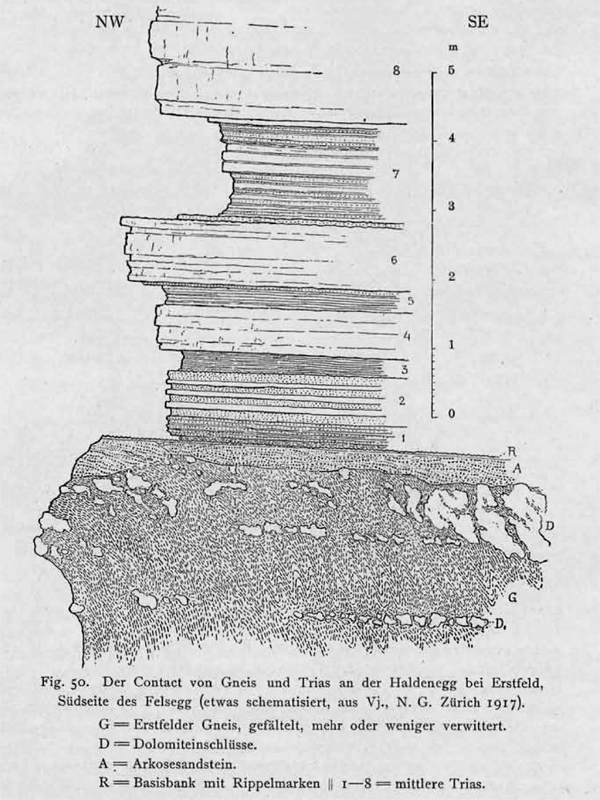
Zeichnung von Albert Heim

Das Scheidnössli (Urnerdeutsch gesprochen als Schäidnesli, gedeutet als Der kleine Felsvorsprung (Nase) an der Grenze) ist ein Geotop am nördlichen Dorfausgang von Erstfeld im Schweizer Kanton Uri.
Es befindet sich im Wald beim Nordportal des Gotthard-Basistunnels. Hier trifft man 14 verschiedene Gesteinsschichten innerhalb von fünf Metern Höhe an. Der Aufschluss zeigt den Übergang zwischen Gneisen des kristallinen Grundgebirges und darauf abgelagerten, jüngeren kalkigen Meeressedimenten.	
Seit 1983 ist das Scheidnössli im Bundesinventar der Landschaften und Naturdenkmäler von nationaler Bedeutung verzeichnet.